# Schmetzdorf
 Schmetzdorf  ist ein Ortsteil der Gemeinde Milower Land im Landkreis Havelland in Brandenburg, (Deutschland).

## Geografie und Verkehrsanbindung
Schmetzdorf liegt an der L 97 direkt an der westlich verlaufenden Landesgrenze zu Sachsen-Anhalt. Die B 188 verläuft nördlich.
Zum Ortsteil Schmetzdorf gehört der Wohnplatz Vogelgesang.

## Geschichte
Am 30. September 1928 wurde der Gutsbezirk Bünsche mit der Landgemeinde Schmetzdorf vereinigt.
Am 20. Juli 1950 wurde die bis dahin eigenständige Gemeinde Schmetzdorf nach Zollchow eingemeindet.
Am 26. Oktober 2003 kam der Ortsteil Schmetzdorf zusammen mit Zollchow zur neuen Gemeinde Milower Land.

## Wappen
| | Blasonierung: „Im silbern-rot geteilten Schild oben ein hersehender roter Fuchs mit silbernem Brustlatz und Schwanzspitze, unten eine vorwärtsgekehrte fliegende Eule über zwei auswärts schräggekehrten silbernen Fichtenzweigen.“ |
| Das Wappen wurde vom Heraldiker Jörg Mantzsch aus Magdeburg gestaltet und am 18. Dezember 2012 unter der Registratur 12 BR in die Deutsche Ortswappenrolle (DOWR) des HEROLD eingetragen und dokumentiert. Gestiftet wurde es vom Kulturverein Milower Land e.V., um es als Symbol der örtlich-lokalen Identität außerhalb von Amtshandlungen zu führen. | |

## Sehenswürdigkeiten
In der Liste der Baudenkmale in Milower Land sind für Schmetzdorf drei Baudenkmale aufgeführt:
- Die evangelische Dorfkirche stammt aus der ersten Hälfte des 13. Jahrhunderts. Sie wurde von 1962 bis 1964 restauriert. Die Kreuzigungsgruppe auf dem Altar stammt aus der Zeit um 1520; sie ist im spätgotischen Stil gestaltet. Der Kanzelkorb stammt aus der Zeit um 1600, der Sockel ist modern.
- die Gedenktafel für die Opfer zwischen 1933 und 1945
- der Nullmeilenstein an der Ecke Kleine Bergstraße/Rathenower Straße

## Persönlichkeiten
- Carl Leopold August Lentze (1791–1864), Oberst a. D.
- Otto Frick (1832–1892), Philologe und Pädagoge